# Чумной столб

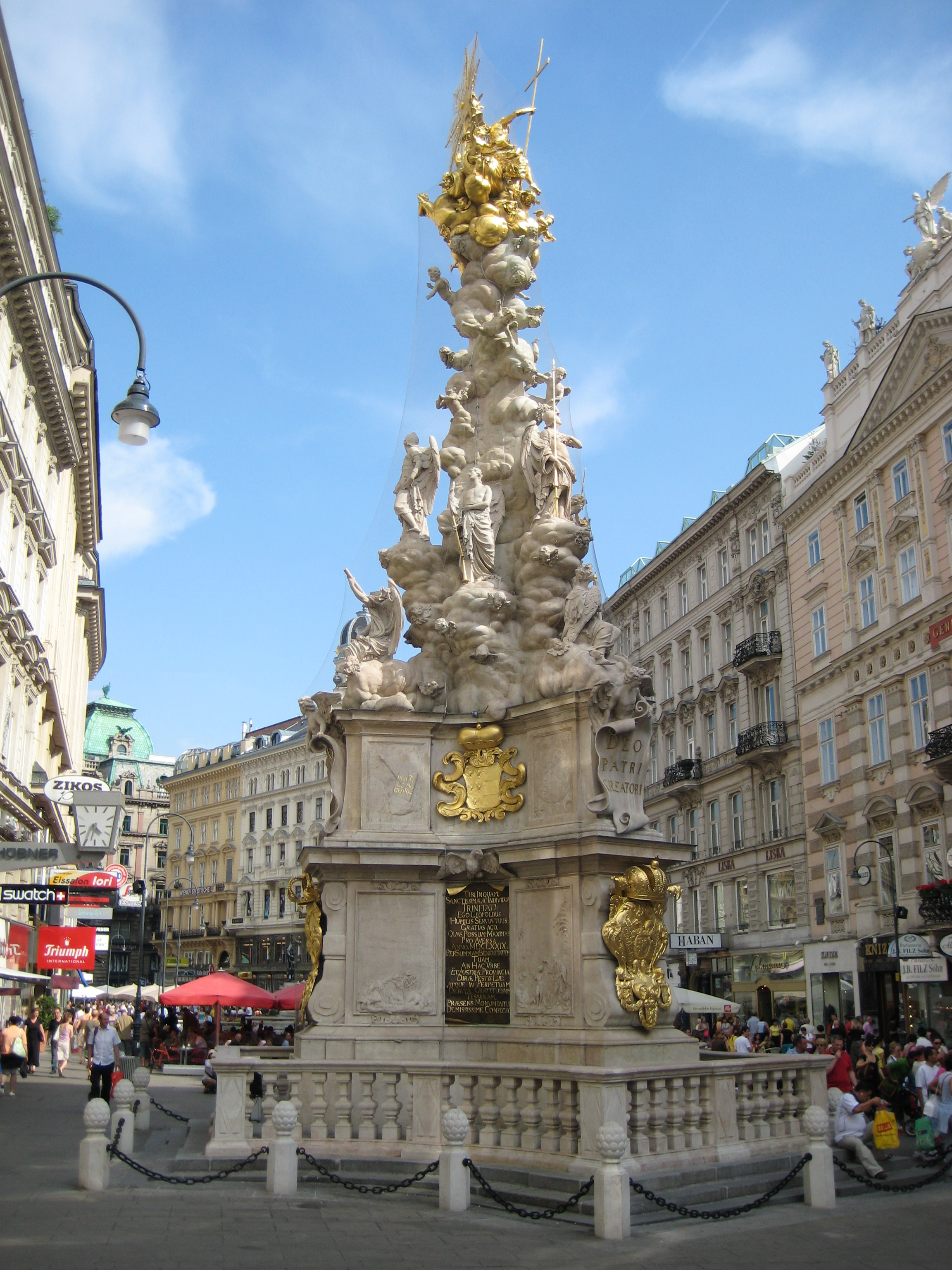
Чумная колонна в Вене

Чумной столб (Марианский столб) — распространённый в странах Центральной Европы тип религиозного памятника: стоящая посередине городской площади колонна, как правило, в стиле барокко, на которую водружена статуя Девы Марии.
Поскольку подобные колонны воздвигались, как правило, в знак благодарности за прекращение мора или победу в войне, колонну со статуей Богоматери зачастую окружают фигуры подобающих случаю святых — св. Роха (заразившегося чумой во время исцеления немощных), св. Варвары (небесной покровительницы умирающих), св. Франциска Ксаверия, св. Карла Борромея и св. Себастьяна.
Непосредственным прообразом барочных чумных колонн Центральной Европы послужила увенчанная статуей Девы Марии колонна базилики Константина, водружённая в 1614 г. перед фасадом базилики Санта-Мария-Маджоре в Риме. Подобные памятники были известны в Западной Европе с раннего Средневековья: например, в Клермон-Ферране такая скульптурная композиция зафиксирована ещё в X веке.

## Значительные примеры

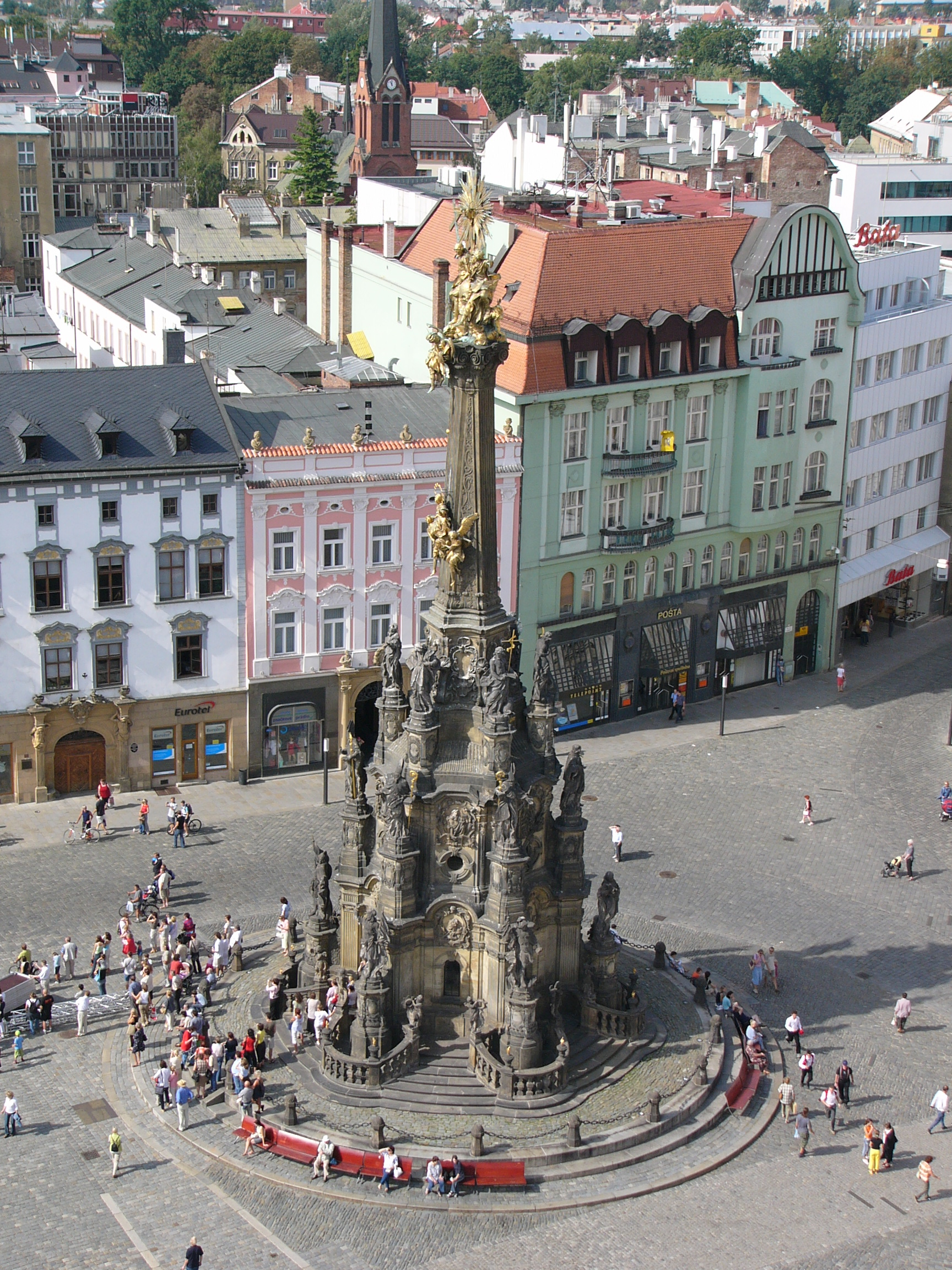
Колонна Пресвятой Троицы в Оломоуце

- Первым чумным столбом Центральной Европы считается Мариина колонна, установленная в 1638 году на мюнхенской площади Мариенплац в память освобождения от шведского нашествия и от «чумного поветрия».
- По окончании Тридцатилетней войны появилась колонна Марии на Староместской площади в Праге. В течение многих лет её полуденная тень обозначала линию прохождения Пражского меридиана. Памятник был разрушен революционными массами при известии о свержении династии Габсбургов в 1918 году.
- В 1693 году появилась чумная колонна и в Вене — она была посвящена не Деве Марии, а Троице. Со стороны столб почти не видно — он тонет в мраморных облаках, фигурах святых, ангелов и путти.
- Наиболее грандиозным образцом чумного столба является колонна Пресвятой Троицы на Горней площади в Оломоуце. Возведение 35-метровой колонны продолжалось с 1716 (год окончания чумной эпидемии в Моравии) до 1754 года. Памятник настолько велик, что в его основании поместилась часовня. В 2000 году чумной столб в Оломоуце внесён в число памятников Всемирного наследия как одно из самых выразительных произведений среднеевропейского барокко.

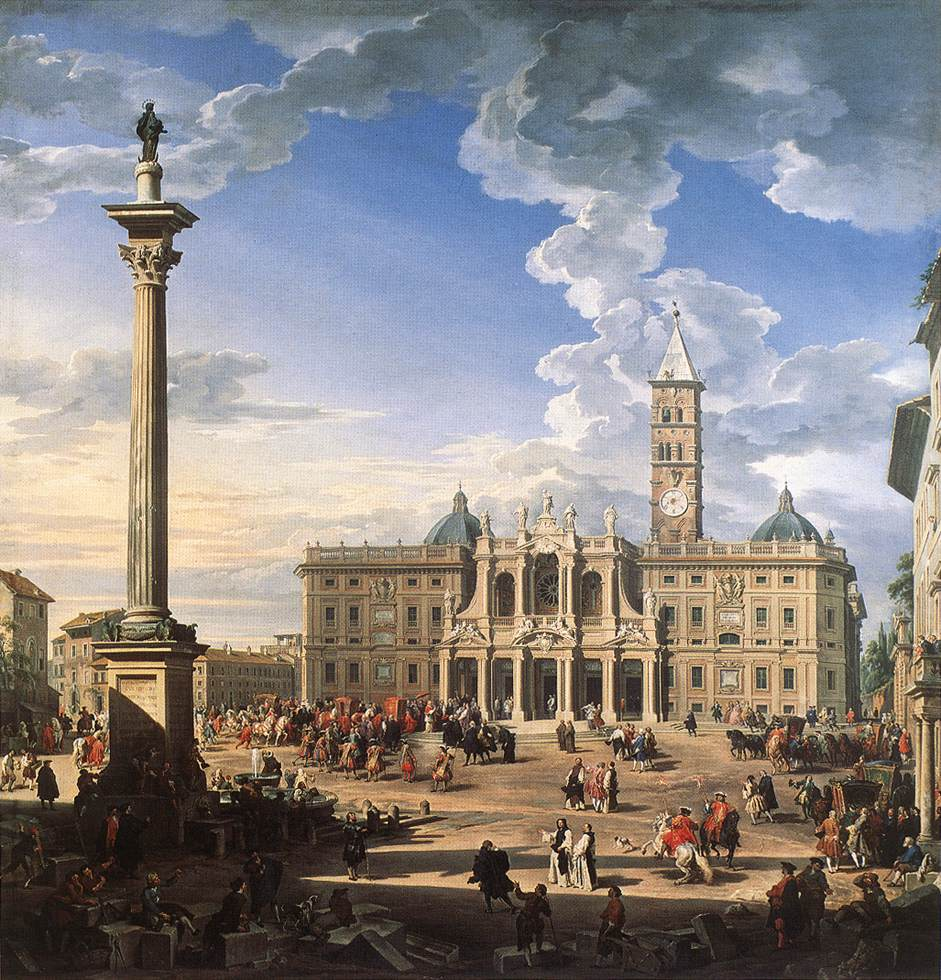
Колонна Мира на площади перед Санта-Мария-Маджоре, Рим
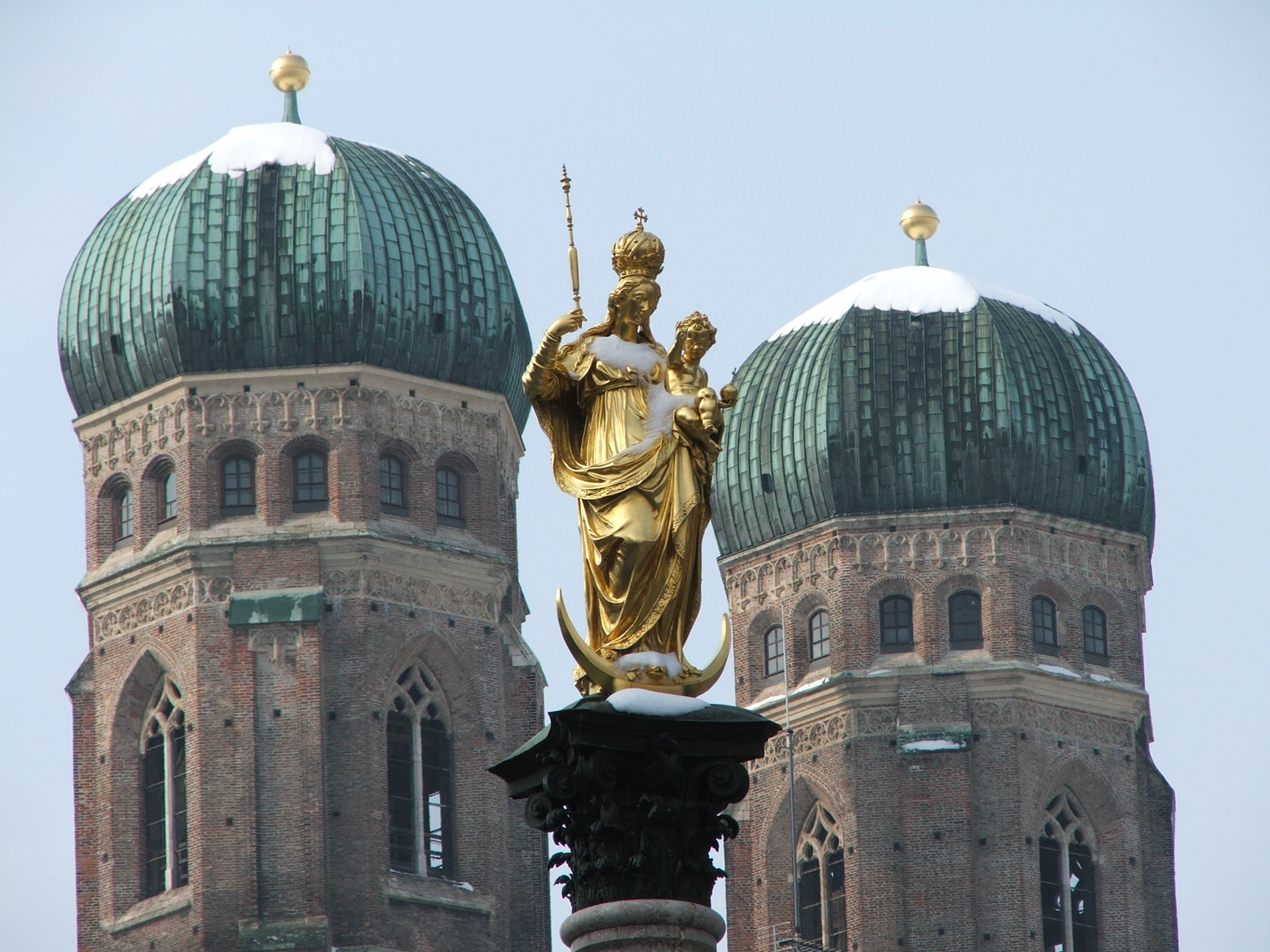
Мариина колонна на фоне двух башен мюнхенской Фрауэнкирхе
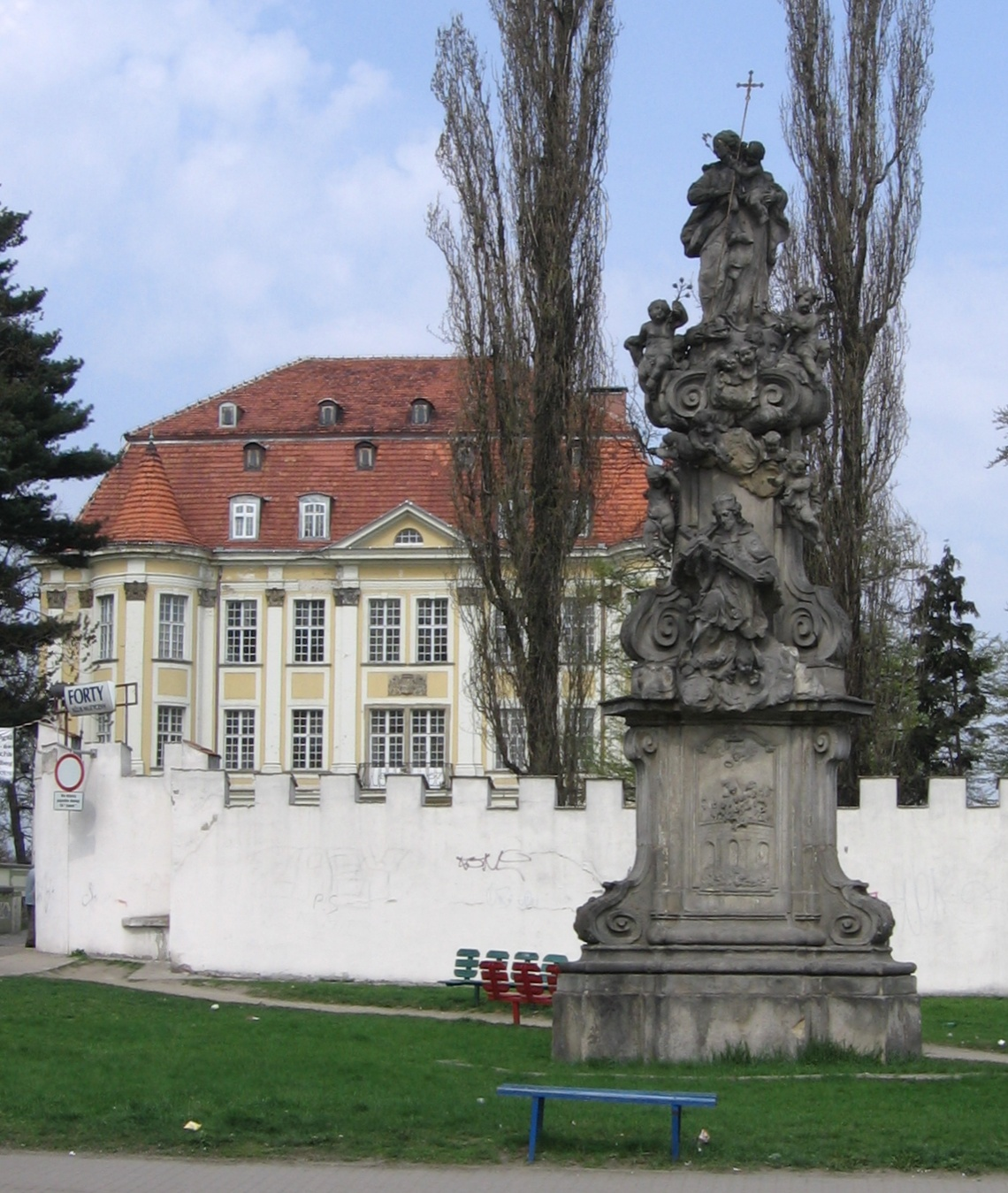
Вроцлав
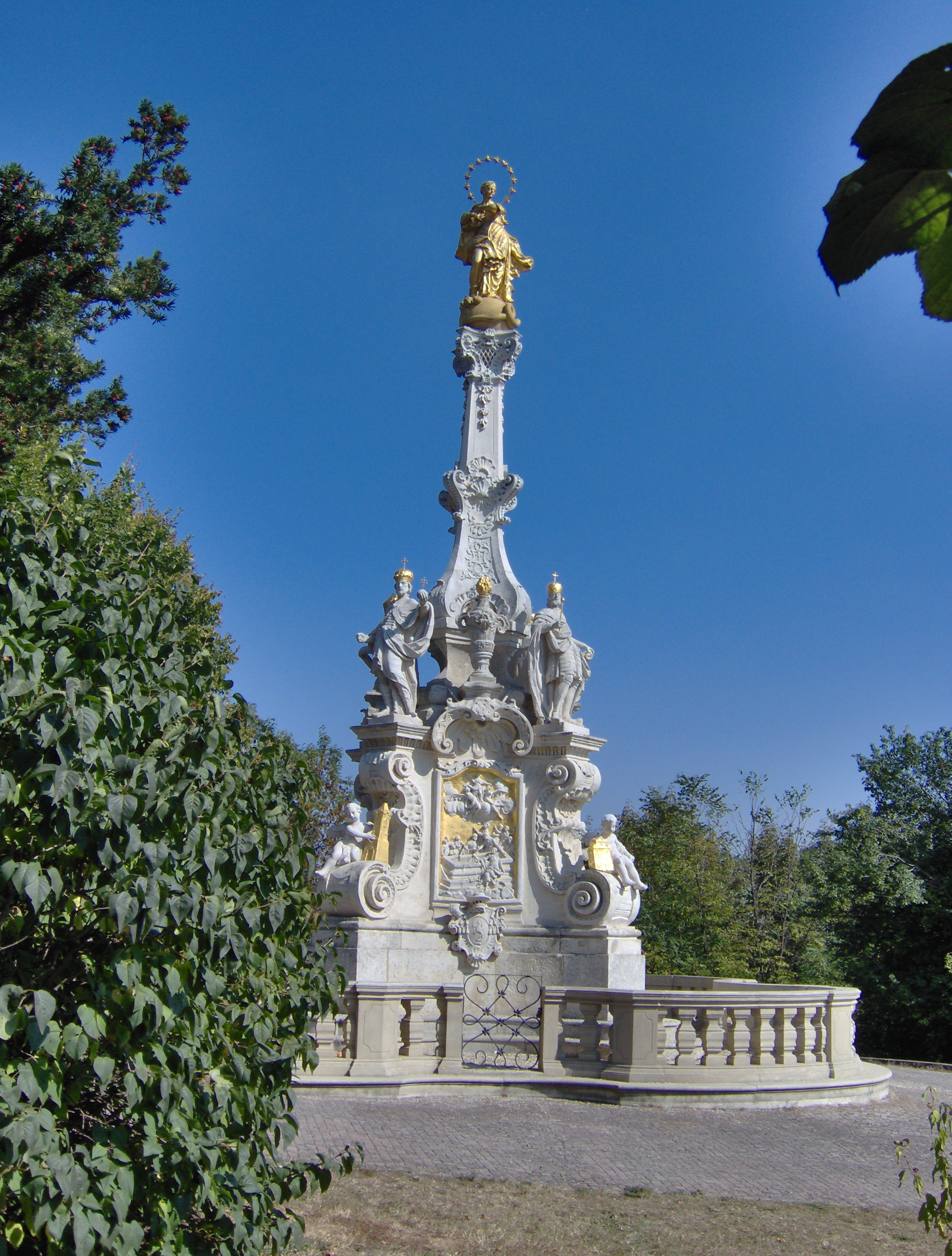
Нитра
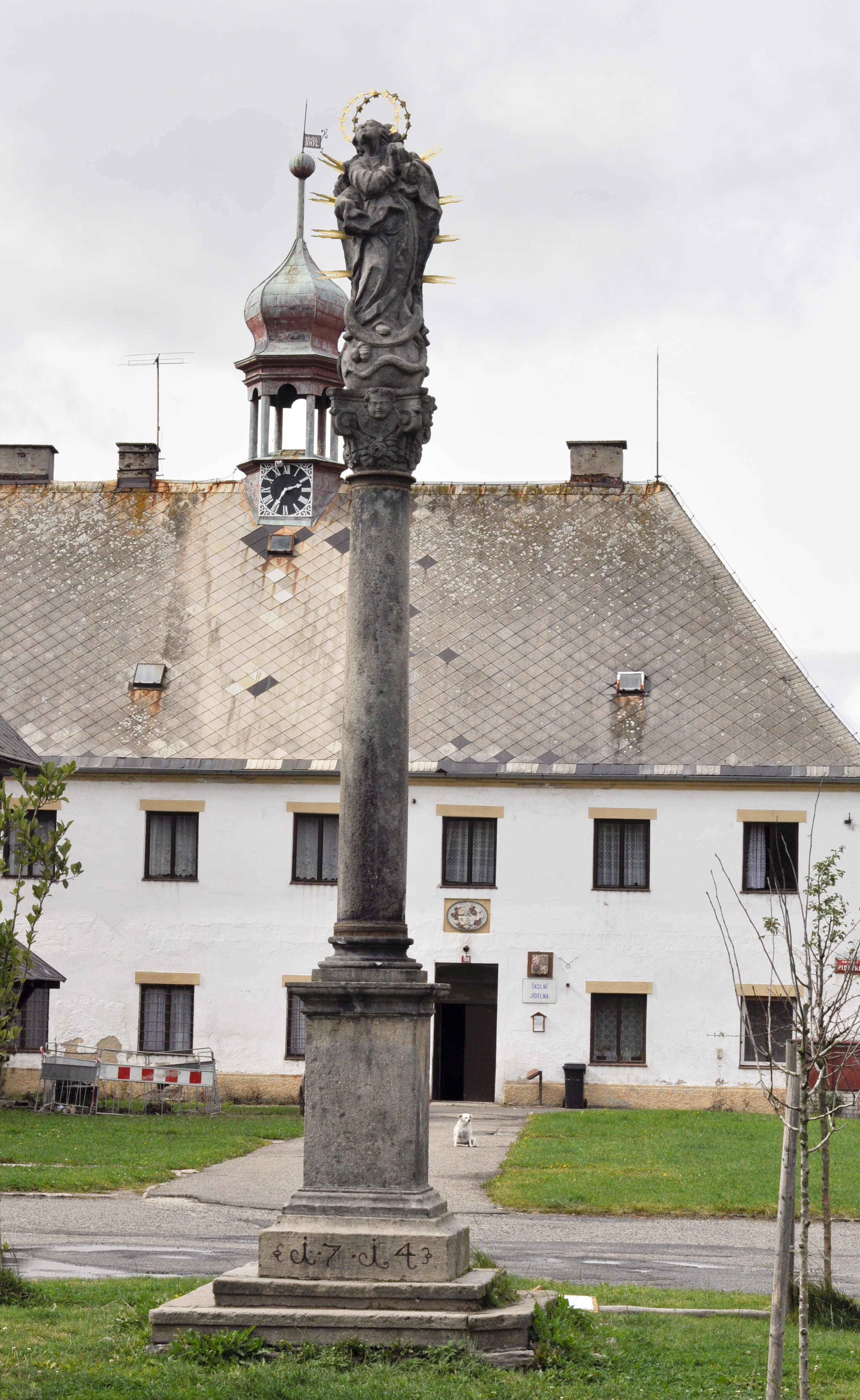
Гора-Свате-Катержини